# Beledweyne
Beledweyne (també Beletweyne, àrab بليث وين) és una ciutat del centre de Somàlia, a la vall del Shabele, propera a la frontera etíop, capital de la regió de Hiiraan. El 1982, quan fou creada la regió fou erigida en capital d'aquesta i en capçálera d'un dels seus districtes. La població el 1960 era de 15.000 habitants. Es troba a uns 330 km al nord de Mogadiscio i està formada per quatre barris o districtes: Oktoobar (Buundoweyn), Howlwadaag, Kooshin i Xaawotaako. El riu Shabele divideix la ciutat en una part occidental i una oriental.
Dos clans principals viuen a la ciutat, els hawiye, ambs els subclans xawadle (hawadle) que viuen a l'est, i els gaaljecel i gugundhabe a l'oest; i els jijeele. Hi ha una petita minoria makane (bantus). Els gaaljecel i els jajeele es van enfrontar durament el juny del 2005 a la part occidental
Aden Abdullah Osman Daar (Aaden Cabdulle Cusmaan Daar en grafia somali), nascut el 1908, primer president de Somàlia després de la independència aconseguida el 1960, va néixer a Beledweyne. També d'aquesta ciutat era el famós senyor de la guerra Muhammad Fara Hassan, àlies Aydid.
El 1912 els italians van intentar expandir-se cap a la regió de Hiiraan i van establir una posició a Mahaday. Diiriye Guure va enviar un exèrcit de 900 homes dirigits per Xaaji Maxamuud Macalin "Cagadhiig" cap a Doh i Ceelgaab, per reunir-se amb les forces del germà del Mullah, Khaliif Sheekh Cabdille, i avançar cap a Hiiraan per establir una posició a Beledweyne. El 1913 la regió d'Hiiraan va caure en mans dels dervixos i es va construir la fortalesa de Beledweyne, la construcció de la qual fou encarregada a un home anomenat Cali Jalax mentre Xaaji Maxamuud Macalin "Cagadhiig" fou nomenat comandant en cap a Hiiraan /ref>
El 3 de març de 1915 les forces aliades dels italians, el soldà de Mudug (Sultanat d'Hobyo), i les forces de l'antiga dinastia Ajuuraan, van iniciar una ofensiva a Hiraan contra els daraawiish. Les forces dels Ajuuraan van sortir de Qalafo (Qallaafe) i estaven dirigides pel boqor Olol Diinle, sobirà hereditari dels Ajuuraan. La fortalesa de Beledweyne fou assetjada i bombardejada tres dies i mig sense èxit; quan un dels grans canons italians fou destruït, els atacants es van desmoralitzar i es van retirar ràpidament.
Vers 1977 fou una de les bases segures del Front d'Alliberament de Somàlia Occidental i després de la derrota somali, un centre de refugiats. Els refugiats, del clan ogadeni de la confederació de clans darod, es va enfrontar amb els clans locals hawiye.
A la mort del senyor de la guerra Hasan Qalaad, el poder va passar a Abdullahi Abdi Aaden (Koofi) fins que el president provisional del govern federal de transició Abdullahi Yusuf Ahmed va nomenar Yusuf Ahmed Hagar (conegut com a Yusuf Mohamud Hagar àlies "Dabageed")) com a nou governador regional, però va haver de fugir davant de la Unió de Corts Islamiques, les forces de les quals, dirigides per Yusuf Makaraan van entrar a la ciutat l'agost del 2006 i van establir la xara sota el xeic Farah Moalim. Després de la invasió etíop, els islamistes foren derrotats a la batalla de Beledweyne (31 de desembre del 2006 i 1 de gener del 2007) i Dabageed va retornar immediatament. Poc després el president Abdullahi Yusuf Ahmed va nomenar Hussein Mohamud Moalim com a nou governador de la regió d'Hiiraan (en lloc de Dabageed) amb Saleyman Ahmed Hilowle com a vicegovernador. Hi va haver certa repreessió contra els suspityosos de donar suport als islamistes